# Idenheim
Idenheim là một đô thị thuộc huyện Bitburg-Prüm, bang Rhineland-Palatinate, Đức.